# (10580) 1995 OV
1995 أو في (ويعرف أيضًا باسم (10580) 1995 أو في وفق تسمية الكوكب الصغير) (بالإنجليزية: 1995 OV)‏ هو كويكب ضمن حزام الكويكبات؛ وترتيبه 10580 من حيث الاكتشاف.
اكتُشف هذا الجُرم الفلكي بواسطة Yoshisada Shimizu ‏ في 24 يوليو 1995.

## وصلات خارجية
- (10580) 1995 OV في قاعدة بيانات مختبر الدفع النفاث لأجرام النظام الشمسي الصغيرة

- الاكتشاف · مخطط المدار ·  العناصر المدارية · المعلمات المادية

- (10580) 1995 OV على موقع ويكي سكاي: DSS2, SDSS, GALEX, IRAS, Hydrogen α, X-Ray, Astrophoto, Sky Map, Articles and images